# MacNider (arrondissement)
MacNider est un arrondissement de la ville de Métis-sur-Mer, dans la municipalité régionale de comté de La Mitis, au Bas-Saint-Laurent.

## Géographie
Le territoire de l'arrondissement correspond à celui de l'ancienne municipalité de Métis-sur-Mer avant sa fusion avec Les Boules en 2002. L'autre partie du territoire de Métis-sur-Mer n'est incluse dans aucun arrondissement.

## Histoire
L'arrondissement de MacNider a été constitué le 4 juillet 2002. Il s'agit d'un arrondissement bilingue en vertu de l'article 29.1 de la Charte de la langue française.

## Administration municipale
Les membres du conseil d'arrondissement, au nombre de trois, sont choisis par les membres du conseil municipal de Métis-sur-Mer. L'un d'entre eux est choisi par le conseil d'arrondissement pour en être le président.
| mandat      | fonction    | nom                 |
| ----------- | ----------- | ------------------- |
| 2013 - 2017 | Présidente  | June Smith          |
| 2013 - 2017 | Conseillers |                     |
| 2013 - 2017 | #1          | Martine Bouchard    |
| 2013 - 2017 | #2          | Rita Dufour-Turriff |